# Tønne Reedtz (kammerherre)
Tønne Reedtz (4. august 1700 i København – 18. december 1743 sammesteds) var en dansk godsejer og kammerherre, far til Dorte Reedtz.
Han var søn af generalmajor Valdemar Reedtz og Dorte Holgersdatter Trolle og arvede 1724 Barritskov. Samme år nævnes han som fændrik, blev 1727 kammerjunker hos kongen, 1734 virkelig etatsråd og 1742 kammerherre.
Reedtz ægtede 28. november 1727 på Store Restrup Herregård Lucia Emerentia Levetzau (1710 på Bygholm - 17. juni 1774 på Barritskov), datter af general Theodosius von Levetzow og Anna Margrethe Brockdorff.
Han er begravet i Holmens Kirke.